# Friedemann Spicker
Friedemann Spicker (* 26. Februar 1946 in Neuss) ist ein deutscher Literaturwissenschaftler und Aphoristiker.

## Leben
Er belegte ein Studium der Germanistik, Geschichte und Soziologie an der Universität Köln, promovierte 1973 und legte 1974 die Erste Philologische Staatsprüfung ab. Von 1974 bis 1976 war er wissenschaftlicher Angestellter an der Arbeitsstelle „Kritische Kafka-Edition“ in Wuppertal. 1977 folgte die Zweite Philologische Staatsprüfung. 1986–1991 war er Lektor des deutschen Akademischen Austauschdienstes und Assistant Professor an der Yonsei-Universität Seoul. 1991–1995 war er am Eichendorff-Kolleg Geilenkirchen beschäftigt. 1991–1992 hatte er einen Lehrauftrag an der Universität Köln. Nach einer Tätigkeit als freier Wissenschaftler in Amsterdam von 1995 bis 2001 lebt Spicker in Königswinter. 2001–2009 war er Lehrer in der Erwachsenenbildung am Abendgymnasium Rhein-Sieg. Seit 2009 ist er freier wissenschaftlicher Schriftsteller.
Nach dem 1. Aphoristikertreffen in Hattingen 2004 begann er mit Vorbereitungsarbeiten zum Aufbau eines „Deutschen Aphorismus-Archivs“. Im September 2005 erfolgte gemeinsam mit seiner Frau Angelika Spicker-Wendt die Errichtung der Angelika und Friedemann-Spicker-Stiftung zur Förderung des Aphorismus und verwandter Kleinformen durch Forschung, Archivierung und öffentliche Veranstaltungen. Im September 2005 war er Mitgründer des Fördervereins für das Deutsche Aphorismus-Archiv (DAphA) Hattingen, dessen 2. Vorsitzender er ist. Am 3. November 2006 fand die Eröffnung des Deutschen Aphorismus-Archivs im Rahmen des 2. Aphoristikertreffens statt, seitdem leitet er das Archiv ehrenamtlich. Er ist seit 2007 Mitglied des wissenschaftlichen Beirats der Lichtenberg-Gesellschaft und Mitherausgeber des Lichtenberg-Jahrbuches. Am 27. April 2014 gründeten seine Frau und er die Aphorismus-Stiftung Spicker-Wendt unter dem Dach des Kölner Gymnasial- und Stiftungsfonds. Für sein jahrzehntelanges Engagement im kulturellen Bereich wurde ihm am 14. Dezember 2023 das Bundesverdienstkreuz am Bande verliehen.

## Publikationen
In seinen wissenschaftlichen und literarischen Schriften widmet sich Spicker vorzugsweise der Aphoristik und den verwandten literarischen Kleinformen. Dazu sind neben selbstständigen Veröffentlichungen auch Anthologien (als Herausgeber), Aufsätze und Rezensionen erschienen.

### Selbstständige Veröffentlichungen
- Deutsche Wanderer-, Vagabunden- und Vagantenlyrik 1910 - 1933. Wege zum Heil – Straßen der Flucht. Berlin: de Gruyter 1976 (Quellen und Forschungen. Neue Folge 66 [190]). (Exposé in: Jb. f. Int. Germanistik. Reihe B, Band 3. Bern: Lang 1976, S. 159–162)
- Der Aphorismus. Begriff und Gattung von der Mitte des 18. Jahrhunderts bis 1912. Berlin: de Gruyter 1997 (Quellen und Forschungen zur Literatur- und Kulturgeschichte 11).
- Studien zur Geschichte des deutschen Aphorismus im 20. Jahrhundert. Tübingen: Niemeyer 2000 (Studien und Texte zur Sozialgeschichte der Literatur 79).
- Der deutsche Aphorismus im 20. Jahrhundert. Spiel, Bild, Erkenntnis. Tübingen: Niemeyer 2004.
- Kurze Geschichte des deutschen Aphorismus. Tübingen: Francke 2007.
- Die Welt ist voller Sprüche. Grosse Aphoristiker im Porträt. Unter Mitarbeit von Angelika Spicker-Wendt. Bochum: Brockmeyer 2010 (dapha-drucke 3).
- (Gemeinsam mit Jürgen Wilbert): Der Aphorismus in Westfalen. Mit Illustrationen von Erich Krian. Bochum: Brockmeyer 2013 (dapha-drucke 5).
- (Gemeinsam mit Jürgen Wilbert): „Läuse der Vernunft“ – ein literarisch-musikalischer Abend zum Gedenken an 250 Jahre Johann Gottfried Seume – 200 Jahre Friedrich Hebbel. Hattingen: DAphA 2013.
- Minimaloffensiv. Aufzeichnungen 1986–2011. Bochum: Brockmeyer 2013.
- „Wer hat zu entscheiden, wohin ich gehöre?“ Die deutsch-jüdische Aphoristik. Göttingen: V & R unipress 2017 (Poetik, Exegese und Narrative 7).
- (Gemeinsam mit Jürgen Wilbert): Der Aphorismus im Rheinland. Düsseldorf: Virgines 2018 (dapha-drucke 8).
- (Gemeinsam mit Jürgen Wilbert): Aphoristisches Schreiben. Leitfaden mit kreativen Übungen. Düsseldorf: Virgines 2021 (dapha-drucke 12).
- Die Meldungen im Einzelnen. Aphorismen und Notate 2012-2022. Würzburg: Königshausen & Neumann 2023.

### Herausgabe
- Die Debatte um die deutsche Wiedervereinigung. Seoul 1991. (In koreanischer Sprache. Gemeinsam mit Jong-Taek Lim.)
- Aphorismen der Weltliteratur. Stuttgart: Reclam 1999. 2. erweiterte und aktualisierte Auflage 2009.
- Mehr als Berg und Buckel. Lichtenberg im deutschen Aphorismus des 20. Jahrhunderts. Eine kleine Anthologie. Teil I: Lichtenberg Jahrbuch 2001, S. 120–137; Teil II: Lichtenberg Jahrbuch 2002, S. 196–214.
- (Gemeinsam mit P. Kamburg und J. Wilbert): Gedankenspiel. Aphorismen, Fachbeiträge, Illustrationen. Dokumentation zum 2. bundesweiten Aphoristikertreffen vom 4. – 6. November 2006 in Hattingen an der Ruhr. Bochum: Brockmeyer 2007.
- Elazar Benyoëtz: Die Rede geht im Schweigen vor Anker. Aphorismen und Briefe. Bochum: Brockmeyer 2007 (dapha-drucke 1).
- Hans Albrecht Moser: Efeu ohne Baum. Gedanken eines Durchschnittsmenschen. Bochum: Brockmeyer 2009. (dapha-drucke 2)
- (Gemeinsam mit P. Kamburg und J. Wilbert): Witz – Bild – Sinn. Facetten des zeitgenössischen Aphorismus. Beiträge zum Aphorismenwettbewerb 2008. Bochum: Brockmeyer 2008.
- (Gemeinsam mit P. Kamburg und J. Wilbert): Gedanke, Bild und Witz. Aphorismen. Fachbeiträge. Illustrationen. Dokumentation zum 3. Aphoristikertreffen vom 6. – 8. November 2008 in Hattingen an der Ruhr. Bochum: Brockmeyer 2009.
- (Gemeinsam mit P. Kamburg und J. Wilbert): „Gedanken sind unhöflich. Sie kommen ohne anzuklopfen.“  Anthologie zum Aphorismenwettbewerb 2010. Bochum: Brockmeyer 2010.
- Es lebt der Mensch, solang er irrt. Deutsche Aphorismen. Stuttgart: Reclam 2010.
- (Gemeinsam mit P. Kamburg und J. Wilbert): Gedanken-Übertragung. Aphorismen. Fachbeiträge. Illustrationen. Dokumentation zum 4. Aphoristikertreffen vom 4. – 6. November 2010 in Hattingen an der Ruhr. Bochum: Brockmeyer 2011.
- Martin Kessel: „Ein Fragezeichen der Gesellschaft“. Aphorismen. Mit Zeichnungen von Gisbert Tönnis. Hg. und mit einem Nachwort von Friedemann Spicker. Bochum: Brockmeyer 2012 (dapha-drucke 4).
- (Gemeinsam mit P. Kamburg und J. Wilbert): „Prinzipienreiter satteln nicht um.“  Anthologie zum Aphorismenwettbewerb 2012 „Vom Stellenwert der Werte.“ Bochum: Brockmeyer 2012.
- Deutsche Aphorismen. Stuttgart: Reclam 2012 (RUB 18695).
- (Gemeinsam mit P. Kamburg und J. Wilbert): Wertsetzung – Wertschätzung. Der Aphorismus im Wandel der Werte. Aphorismen. Fachbeiträge. Illustrationen. Dokumentation zum 5. Aphoristikertreffen vom 1. – 3. November 2012 in Hattingen an der Ruhr. Bochum: Brockmeyer 2013.
- (Gemeinsam mit P. Kamburg und J. Wilbert) (Hg.): „Im Getriebe wird das Sandkorn zur Macht.“ Anthologie zum Aphorismenwettbewerb 2014 „Großes im Kleinen.“ Bochum: Brockmeyer 2014.
- (Gemeinsam mit Angelika Spicker-Wendt): Der Geist ist nicht männlich – nur sein Artikel. Aphorismen von Frauen. Mit Arbeiten auf Papier von Monika Tönnis-Littek. Bochum: Brockmeyer 2015 (dapha-drucke 6).
- (Gemeinsam mit V. Bühn) (Hg.): Alfred Grünewald. Es gibt Zeiten, die Anachronismen sind. Aphorismen, Fabeln, Essays. Bochum: Brockmeyer 2016.
- (Gemeinsam mit Jürgen Wilbert): Der Aphorismus im Rheinland. Düsseldorf: Virgines 2018 (dapha-drucke 8).
- (Gemeinsam mit Jürgen Wilbert): Der Aphorismus im Dialog: Formen und Spielarten der Begegnung Fachbeiträge • Aphorismen • Illustrationen. Dokumentation zum 8. Internationalen Aphoristikertreffen vom 1. bis 3. November 2018 in Hattingen/Ruhr. Düsseldorf: Edition Virgines 2019.
- Beziehungsweisen. Elazar Benyoëtz: Ein Porträt aus Briefen. Tübingen: Francke 2019.
- (Gemeinsam mit Jürgen Wilbert): Der Aphorismus in Europa. Entwicklungen • Zusammenhänge • Themen. Düsseldorf: Virgines 2021 (dapha-drucke 11).
- (Gemeinsam mit Jürgen Wilbert): Streitbar und umstritten. Der Aphorismus in Literatur und Gesellschaft. Fachbeiträge • Aphorismen • Illustrationen. Dokumentation zum 9. Internationalen Aphoristikertreffen am 5. und 6. November 2021 in Hattingen/Ruhr. Düsseldorf: Virgines 2022.
- Franz Josef Czernin: widersprüche sind die hilferufe des denkens. aphorismen. Herausgegeben und mit einem Nachwort versehen. Düsseldorf: Virgines 2022 (dapha-drucke 13).
- Gemeinsam mit Jürgen Wilbert (Hg.): Wahrheit, Lüge, Täuschung. Zu einem aktuellen gesellschaftspolitischen Thema. Anthologie zum Aphorismenwettbewerb 2022. Düsseldorf: Virgines 2022.
- Gemeinsam mit Jürgen Wilbert (Hg.): Deutsche Aphoristik der Gegenwart. Eine aktuelle Bestandsaufnahme. Mit Bildern (Mixed Media) von Razeea Lindner. Düsseldorf: Virgines 2023 (dapha-drucke 14).
- (Gemeinsam mit Jürgen Wilbert): „Aufbrüche – Umbrüche“. Anthologie zum Aphorismenwettbewerb 2025. Mit Fotografien von Gerd Mittendorf. Düsseldorf: Virgines 2025.
- Elazar Benyoëtz: Ich bin der Sprache Werk und Zeuge. Aphorismen und Selbstzeugnisse. Unter Mitarbeit von Angelika Spicker-Wendt. Würzburg: Königshausen & Neumann 2025.